# Antonio Bellio

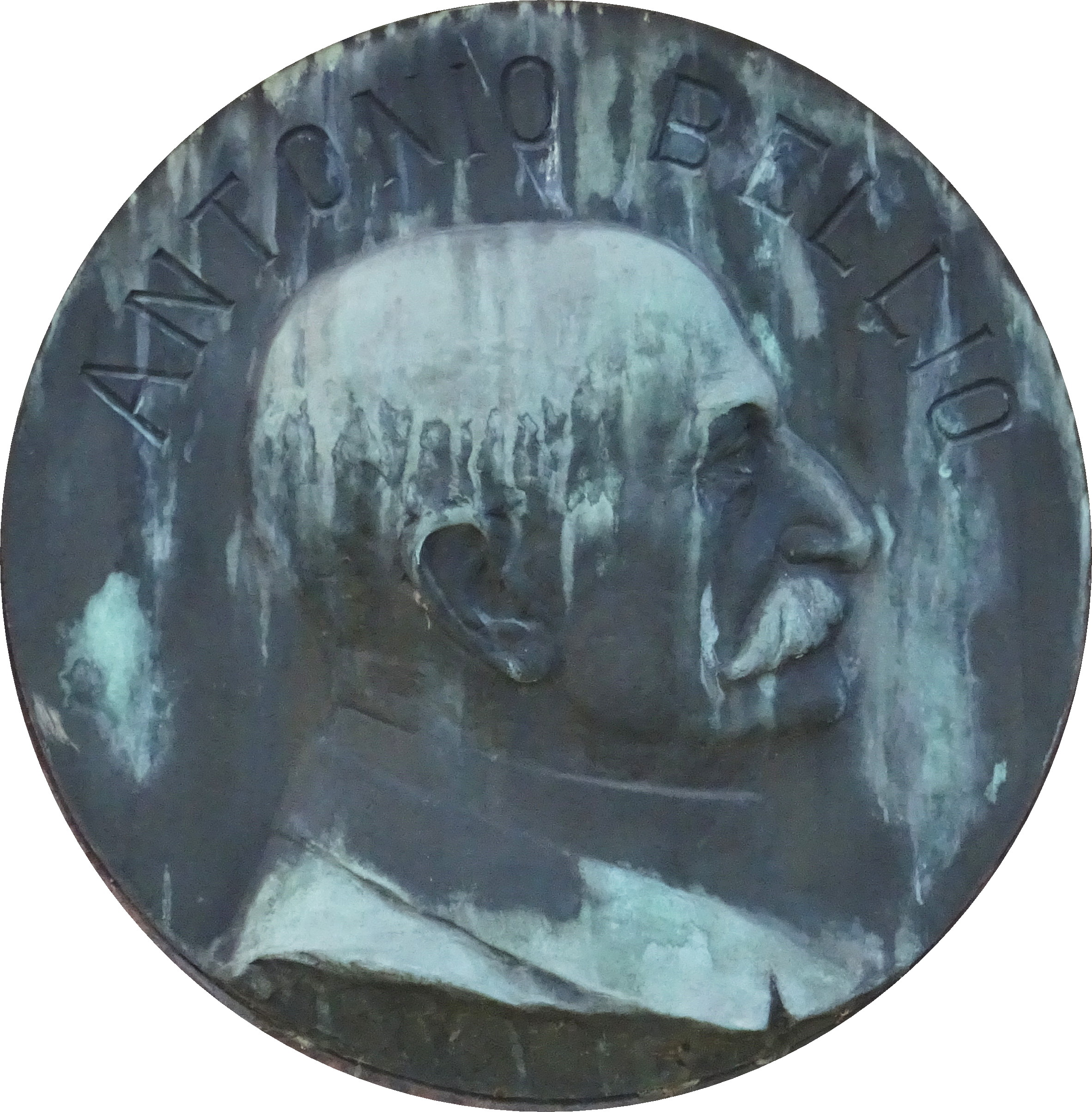
Antonio Bellios reliefporträtt på gravsten

Antonio Bellio, född 15 mars 1846 i Treviso i Italien, död 22 februari 1914 i Jakobs församling i Stockholm, var en italiensk-svensk stuckatör och al frescomålare, verksam i Sverige. Han var även krögare och drev tavernan Taverna degli artisti, som var Stockholms första italienska restaurang.

## Biografi

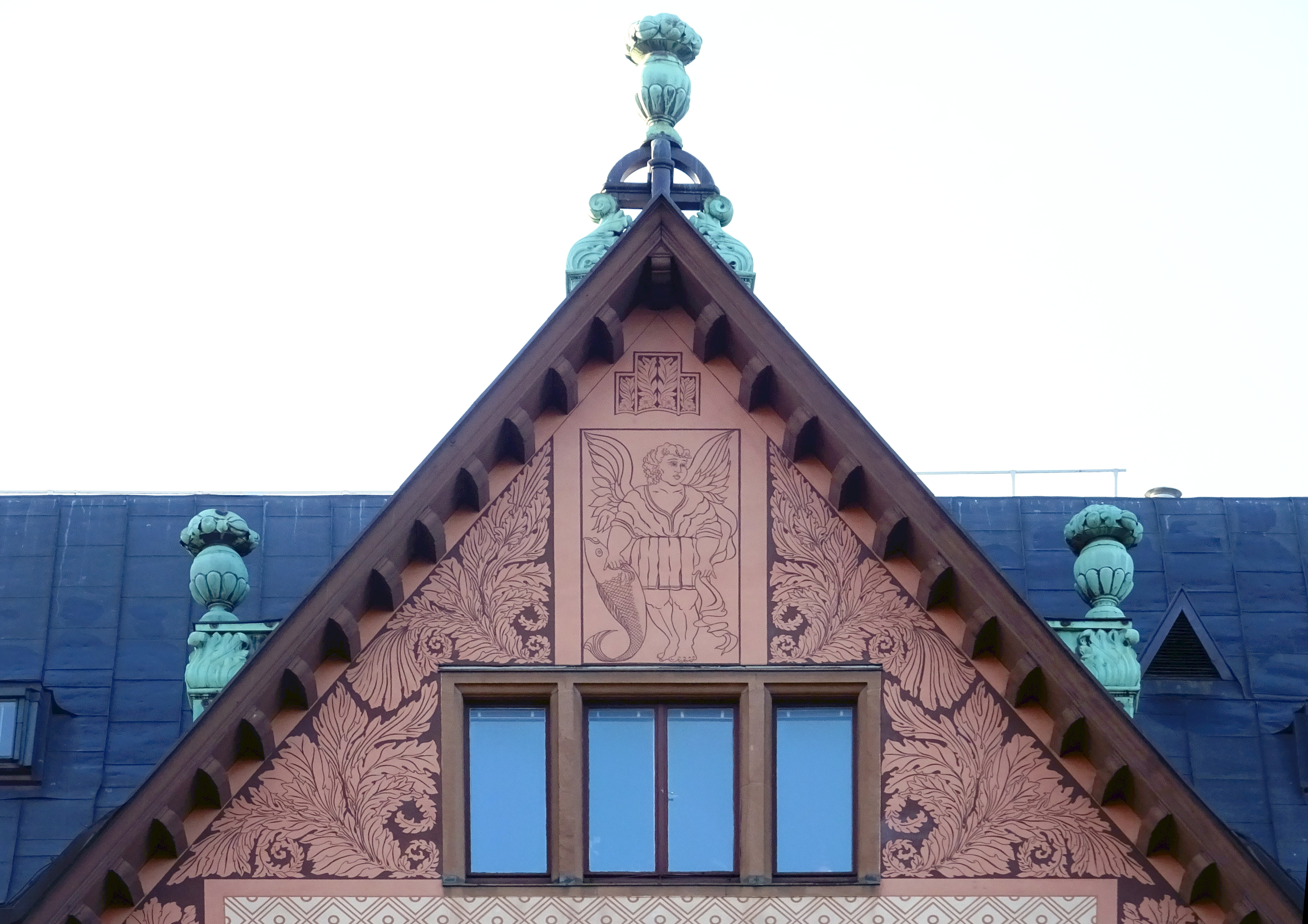
Al fresco-målning i gavelspetsen på Skravelberget mindre 13 utförd av Bellio.

Bellio kom under slutet av 1800-talet till Sverige och började sin verksamhet i Stockholm 1884. Bellio fick i uppdrag att utföra stuckornamenteringen i bland annat Berns Salonger, Restaurang Riche och det då nyuppförda Riksdagshuset.
Bellio lärde ut al fresco-tekniken till konstnären Georg Pauli när denne 1895 utförde freskomålningar in trapphuset i Göteborgs historiska museum. Han assisterade även Carl Larsson vid arbetena med freskerna i trapphuset på Nationalmuseum 1906. I samband med sina arbeten i Nationalmuseum kom Carl Larsson, trots en del kritiska synpunkter, att bli god vän med Bellio. 
År 1909 var Bellio en av prins Eugens medhjälpare vid skapandet väggmålningen ”Rimfrost” i Dramatiska teaterns kungliga foajé. Han utförde kring sekelskiftet 1900 även ett antal exteriöra utsmyckningar på några av Stockholms exklusiva byggnader, bland dem al frescomålningar på fasaden av Skravelberget mindre 13 (Birger Jarlsgatan 3-5 / Smålandsgatan 5) och sgraffitomålningar på Rännilen 11 (Mäster Samuelsgatan 5 / Biblioteksgatan 6–8). På den senare är målningen inte längre bevarad. Däremot finns Bellios sgraffitofasad på kulturapoteket Svanen i Lund bevarad.  
Bellio och hans maka Margarita (Margherita) var katoliker och är begravda på Norra begravningsplatsens katolska kyrkogård. Antonio Bellio gravsattes där den 27 februari 1914 och hans hustru den 23 april 1933.

## Bellios taverna
I fastigheten Skravelberget mindre 9, hörnet Norrmalmstorg 4 / Smålandsgatan 9 låg Taverna degli artisti (ungefär Konstnärens krog), även kallad Bellios taverna. Konceptet var en vinstugan med italiensk mat och musik samt specialimporterade viner som Antonio Bellio, vid sidan av sitt arbete, drev tillsammans med hustrun Margherita (1851–1933). Lokalen var dekorerad med väggmålningar utförda av Bellio. Det var Stockholms första italienska restaurang som kom till samtidigt med Stockholmsutställningen 1897. I utställningens kulisstad "Gamla Stockholm" hade Antonio Bellio i ett av trappgavelhusen längs den fiktiva Smedjegatan sin tillfälliga Taverna degli artisti, artisternas härbärge med drufwowin frå Italien att drickja. Den revs dock när utställningen var till ända 3 oktober 1897.
Tavernan vid Norrmalmstorg 4 besöktes av den bättre bemedlade delen av den italienska kolonin i Stockholm och av journalister och konstnärer, bland dem Carl Larsson och Albert Engström. Här tog Antonio Bellio emot Nobelpristagaren i fysik 1909, Guglielmo Marconi, till middag. Efter Antonio Bellios död 1914 drev hustrun tavernan vidare fram till 1919 då den auktionerades bort.

## Bilder

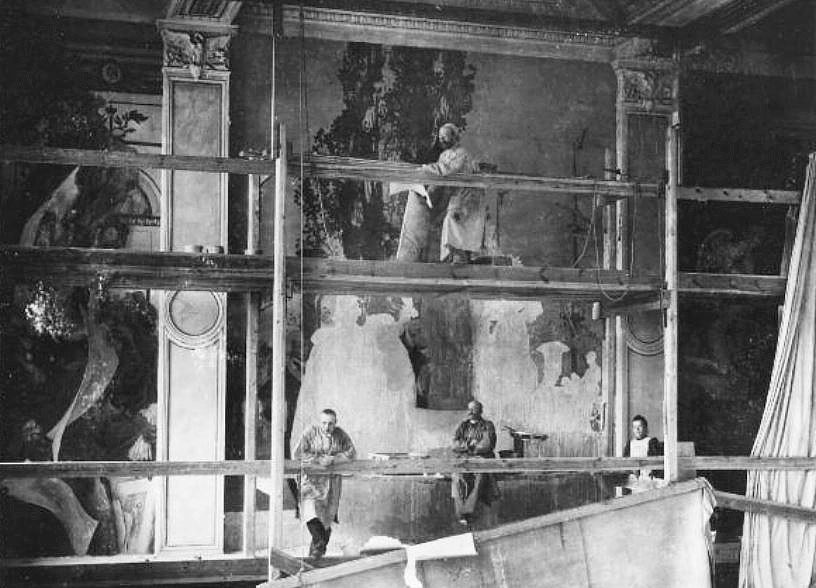
Målningsarbeten i trapphuset på Nationalmuseum. Högst upp Carl Larsson, Bellio på nedre ställningen i mitten.
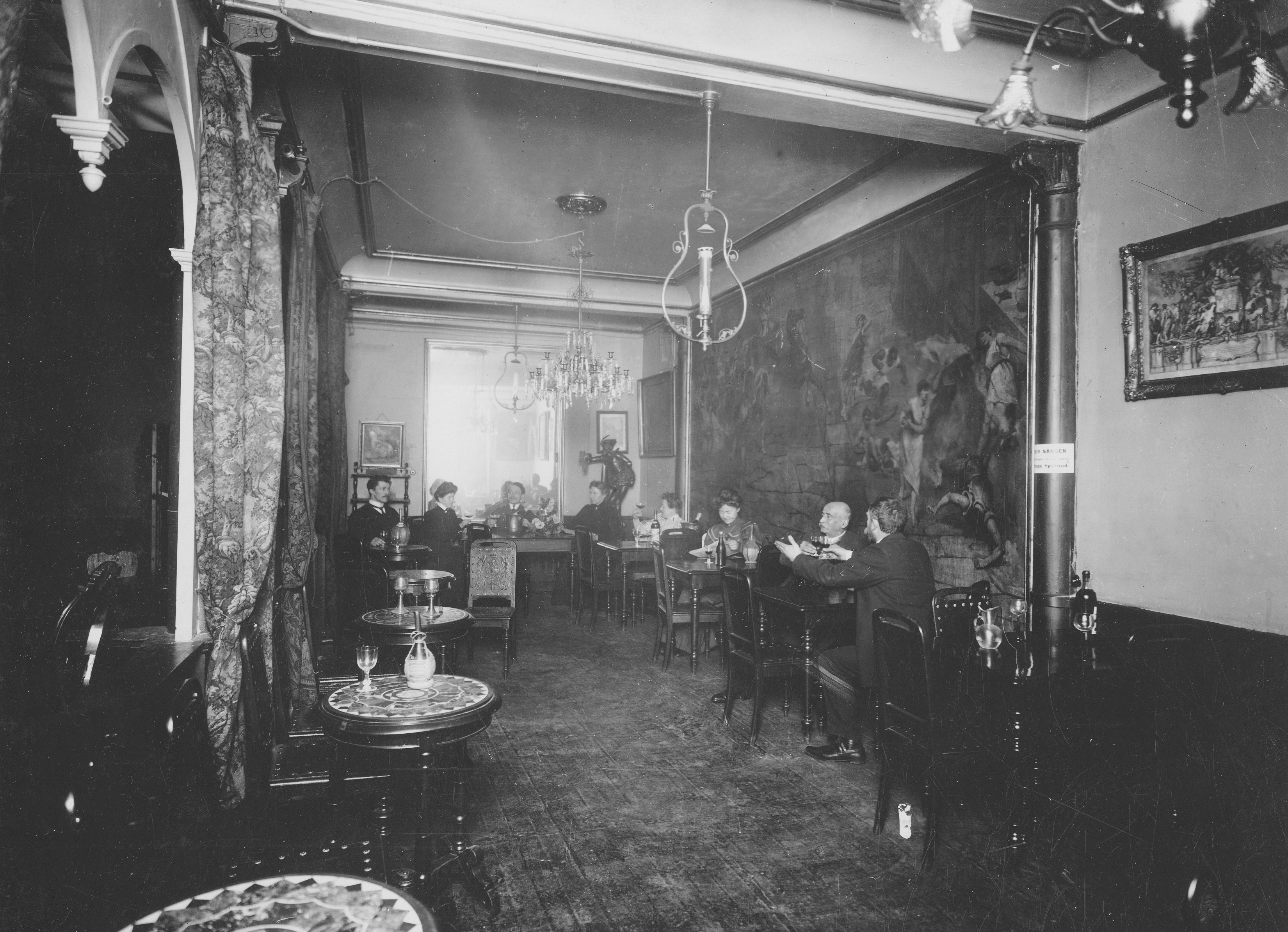
Bellios Taverna, Norrmalmstorg 4, matsalen.
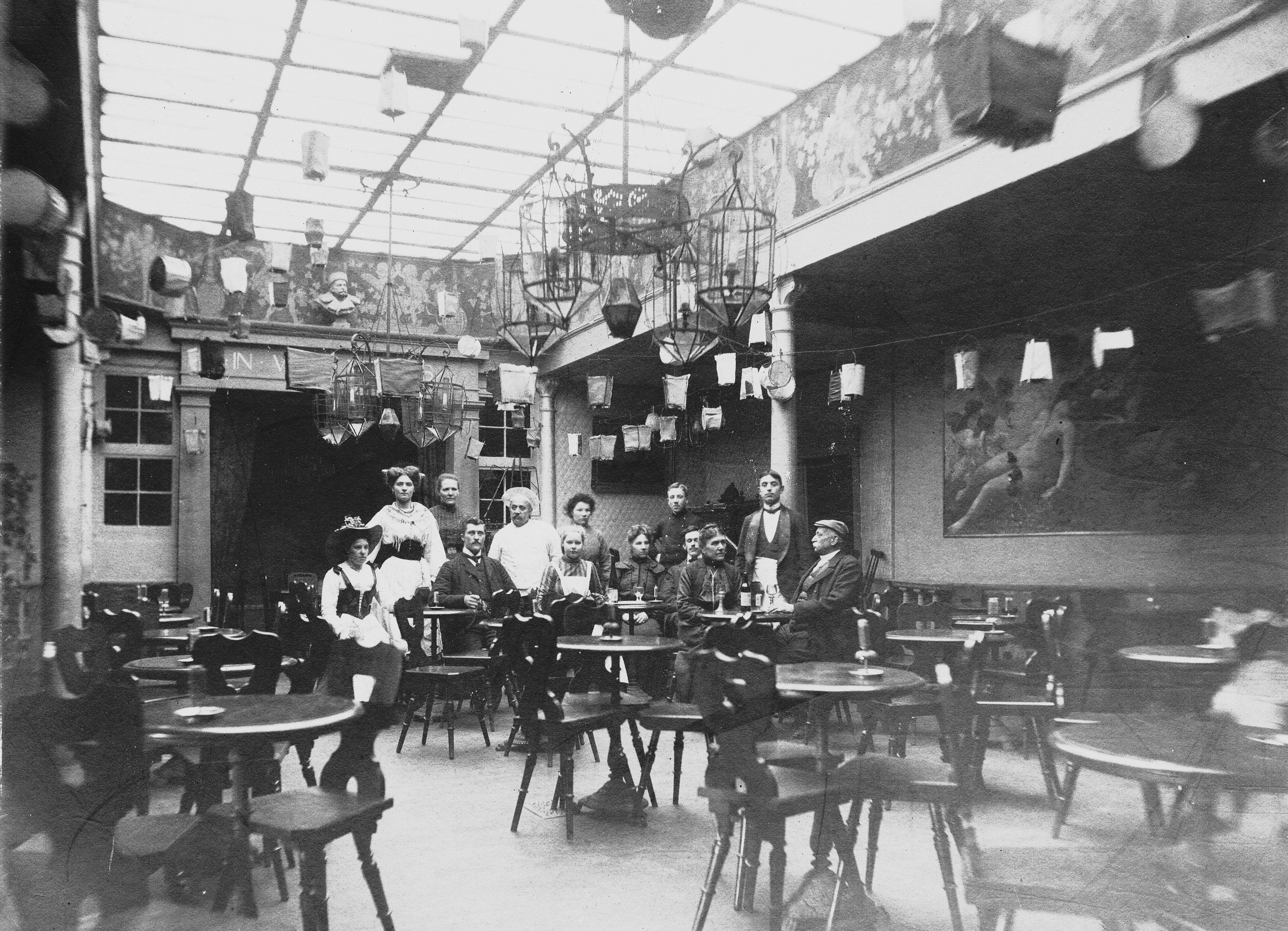
Bellios Taverna, Norrmalmstorg 4, tavernan. Bellio med kockmössa i mitten, omgiven av familj och vänner.
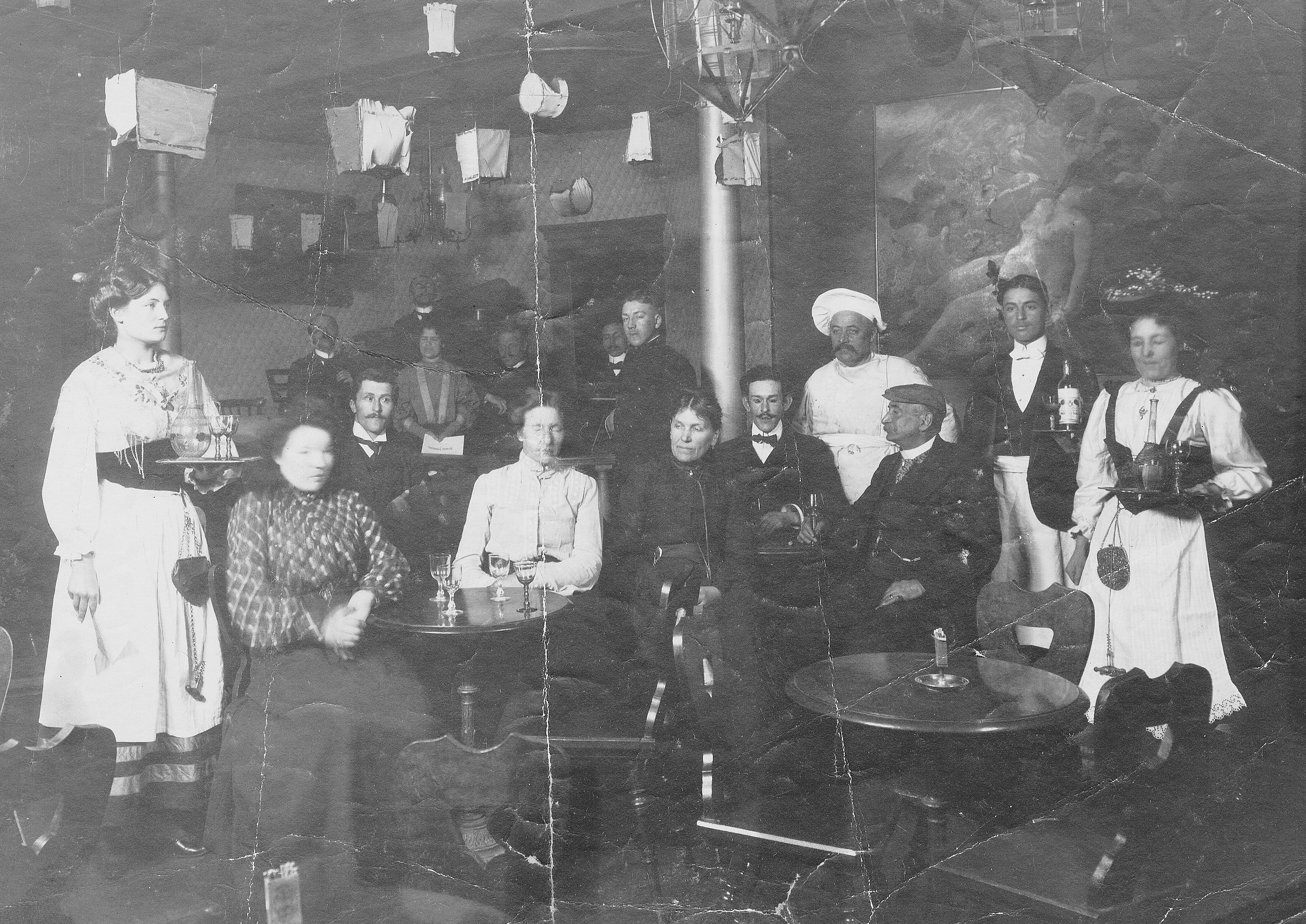
Bellios Taverna, Norrmalmstorg 4, tavernan. Bellio med kockmössa omgiven av gäster och personal.

## Referenser

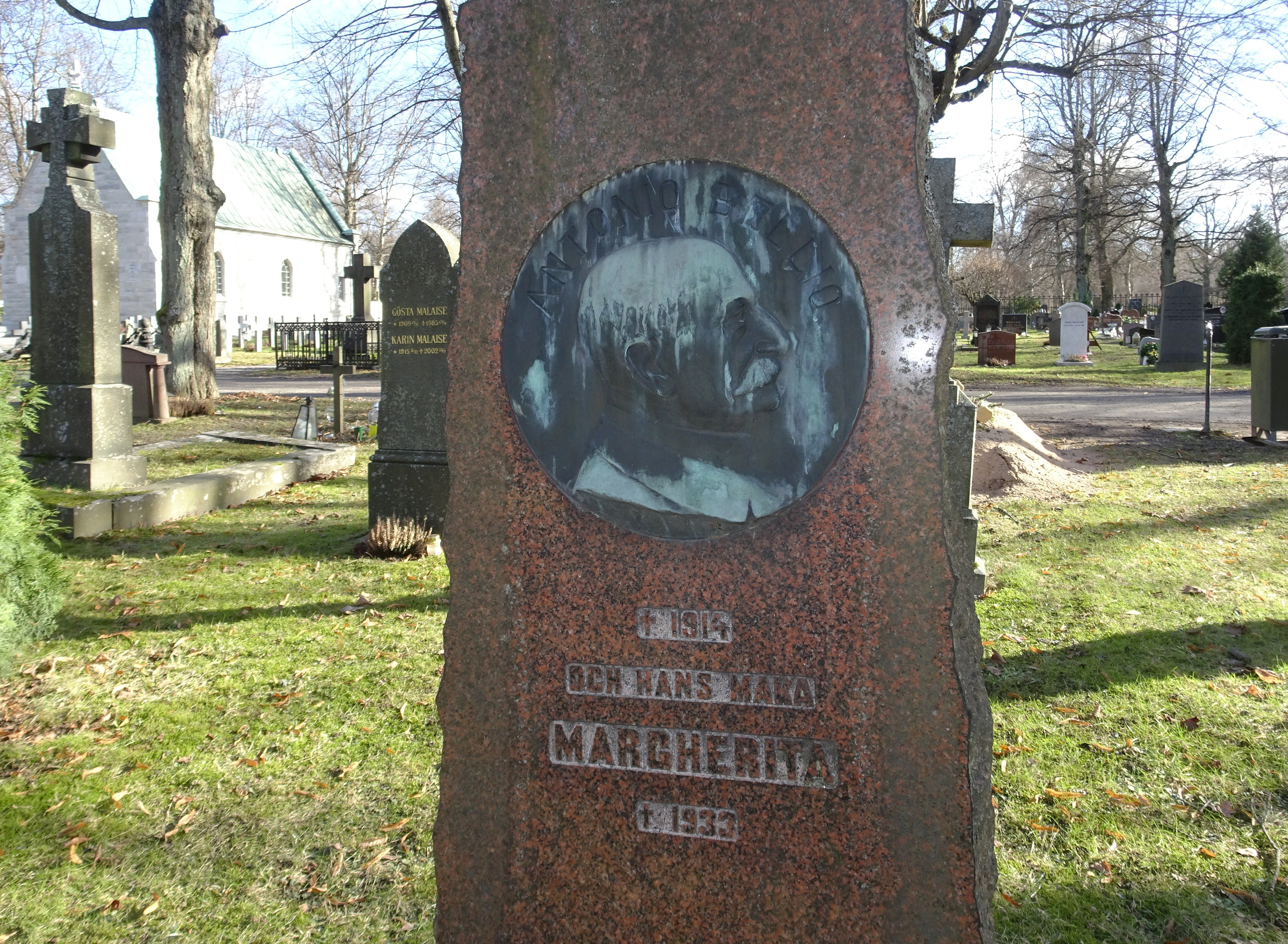
Antonio och Margherita Bellios gravsten på Norra begravningsplatsen, 2021.